# Jayme Stone
Jayme Stone is een Canadese banjospeler en componist. Hij kreeg les van Béla Fleck, diens leraar Tony Trischka en Bill Frisell en speelde in de jazz- en roots-groep Tricycle. In 2008 kreeg hij een Juno Award voor zijn soloalbum "The Utmost" in de categorie "Instrumentaal Album van het jaar". Na een trip naar Mali maakte hij in datzelfde jaar een plaat  met zanger en kora-speler Mansa Sissoko, die eveneens een Juno opleverde. Zijn derde album was geïnspireerd door volksdansen van over de hele wereld.

## Discografie
- The Utmost, 2007
- Africa to Appalachia, 2008
- Room of Wonders, 2010